# پیگمه‌ها

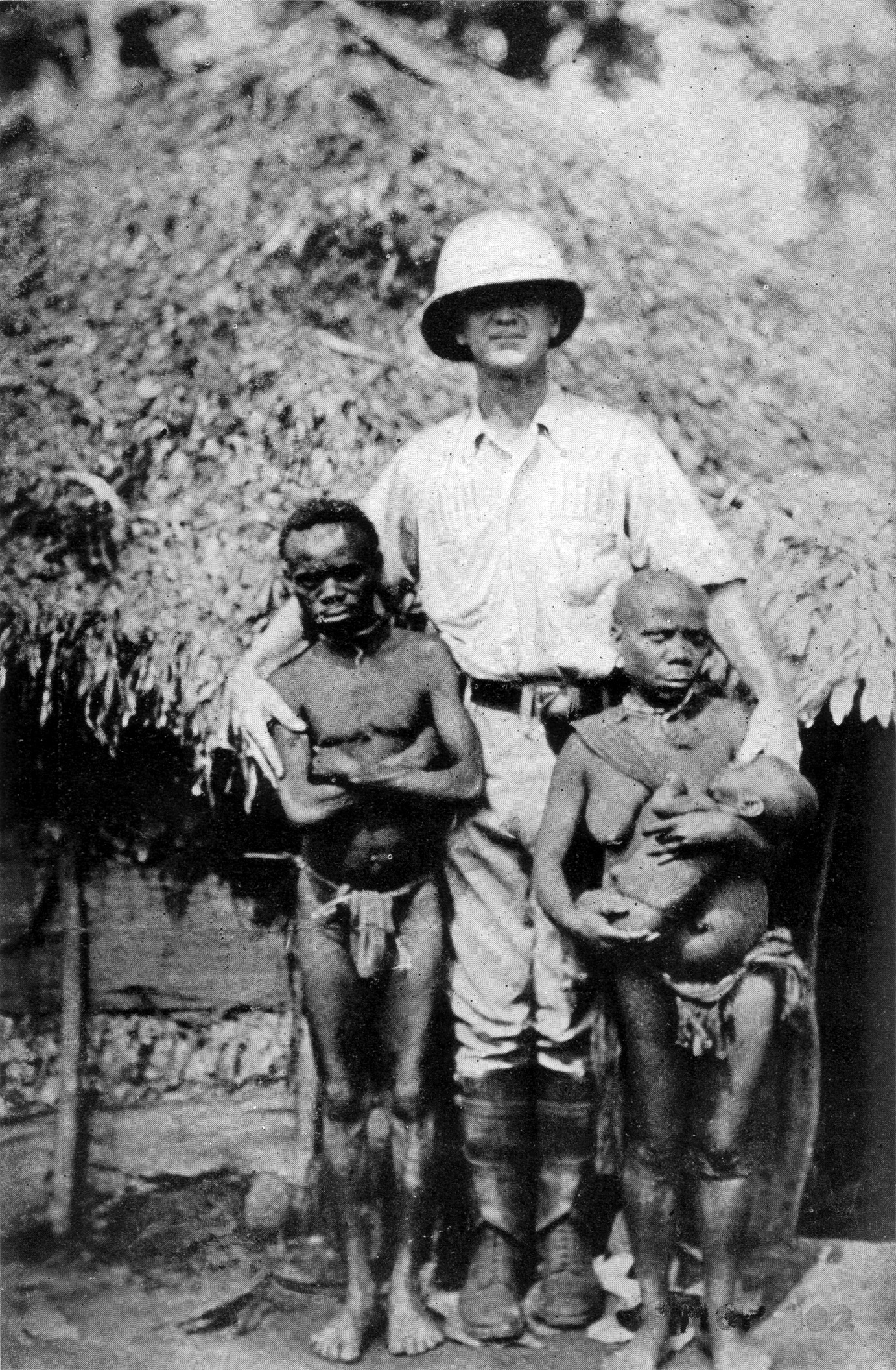
مقایسه قد افراد پیگمه و فرد اروپایی

پیگمه‌ها گروه قومی هستند که میانگین قد آنان به صورت غیر عادی کوتاه است. از منظر انسان شناسان پیگمه به عضوی از گروه قومی گفته می‌شود که میانگین طول قد افراد بالغ آن کمتر از ۱۵۰ سانتی متر باشد. اشخاص بلندتر گروه، پیگمه‌سان نامیده می‌شوند.
اصطلاح پیگمه بیشتر دربارهٔ مردم آفریقای مرکزی از جمله گروه‌های قومی Efé و Mbuti به‌کار می‌رود.  اگر پیگمه به عنوان یک گروه از مردم با داشتن قد میانگین زیر ۱/۵ متر در نظر گرفته شود، می‌توان موردهای دیگری را در استرالیا، تایلند، مالزی، اندونزی، فیلیپین، پاپوآ گینه نو، بولیوی و برزیل نیز نمونه آورد.
.

## ریشه‌شناسی

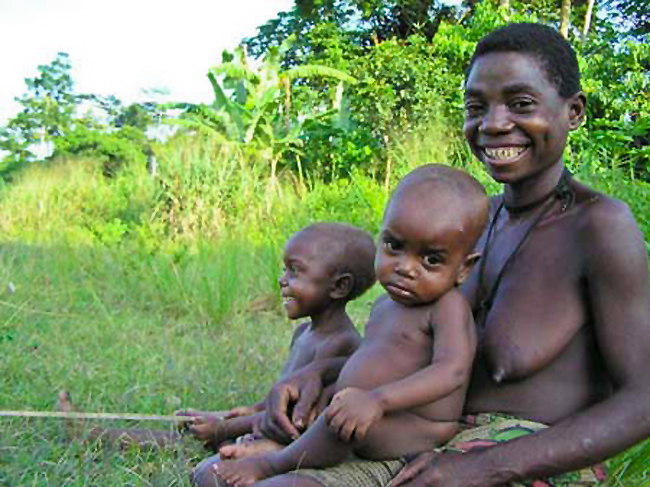
یک خانواده پیگمه اهل کنگو

ریشه واژه‌ای آن از واژه Pygmaios یونانی بمعنی مردمان کوچک گرفته شده. در نوشته‌های هومر و هرودوت و اساطیر یونانی این واژه برای نامیدن مردمان مصر و افریقا به‌کار رفته‌است. حتی کاربرد واژه پیگمه در اندازه‌گیری قد در خیاطی نیز وارد شده و همچنین کاربرد تلویحی آن در نامیدن مردمان افریقا به عنوان مردمان کم اهمیت از سوی اروپاییان قرون وسطی دیده شده‌است. در بسیاری از موارد از این واژه برای معرفی قومیت‌های شناخته شده‌ای مانند Aka و Baka بهره‌گیری می‌شود.

## علت کوتاهی قد
علت‌های گوناگونی مانند کمبود ویتامین D، کمبود نور و فشردگی جنگل بارانی، سوء تغذیه و عوامل دیگر برای کوتاهی قد پیگمه‌ها گفته شده، اما پژوهش‌های علمی که روی این گروه قومی و همسایگان نزدیک به آن‌ها که قد معمولی دارند انجام شده، نشان میدهد که مهم‌ترین عامل کوتاهی قد پیگمه‌ها عامل ژنتیکی است.
بدن پیگمه‌ها توانایی ساخت مقدار مناسب سوماتومدین c را که نوعی ماده واسطه ای هورمون رشد است ندارد و همین علت کوتاهی قد آن‌ها می‌باشد. 

## زیستگاه

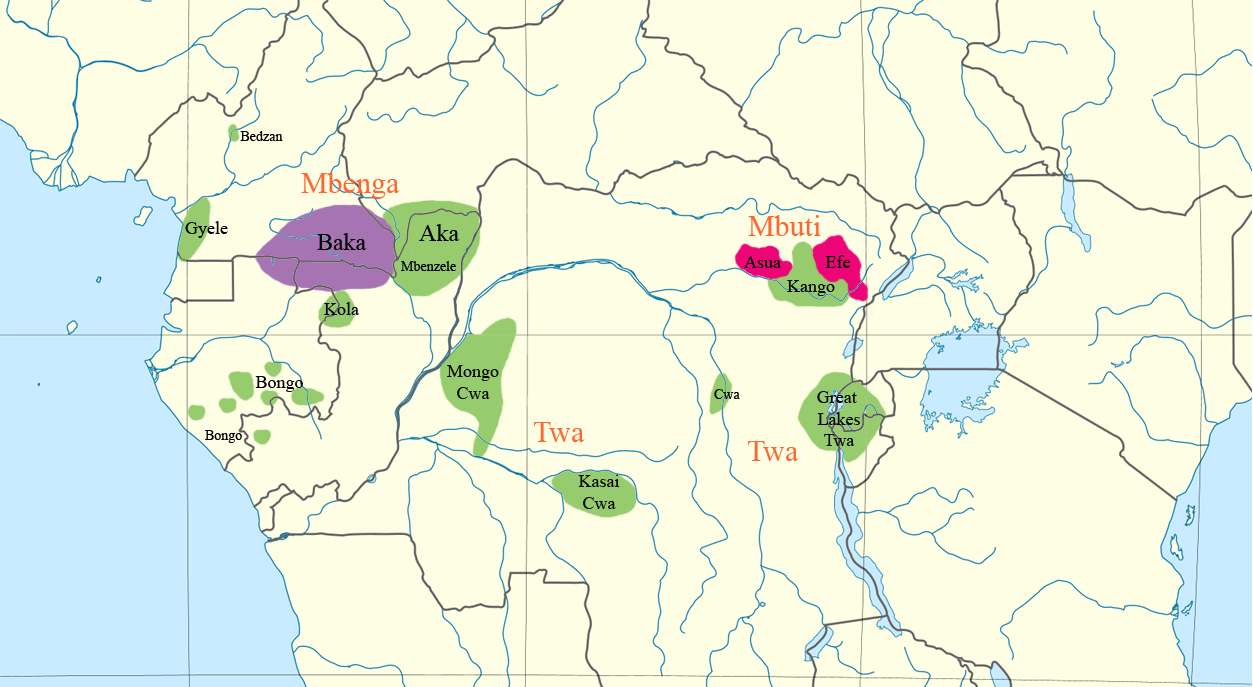
گستردگی پیگمه ها برحسب گویش

پیگمه‌ها مردمانی شکارچی-گردآورنده هستند که در جنگل‌های بارانی افریقا پراکنده‌اند و فراورده‌های کشاورزی مورد نیاز خود را از همسایگان تهیه می‌نمایند. آنان به صورت گروه‌های قومی و با گویش‌های گوناگون در کشورهای جمهوری دموکراتیک کنگو، اوگاندا، کامرون، گینه استوایی، بوتسوانا، آنگولا و نامیبیا و زامبیا گسترده هستند.

## در آسیا
برخی از پژوهشگران بر این باور هستند که نگریتو‌های کوتاه قد ساکن آسیا از دودمان پیگمه‌ها هستند که در دوران پارینه سنگی به آسیا کوچ کرده‌اند. مخالفان این نظریه وجود تفاوت‌های نژادی، رنگ چهره و روش‌های زیستی موجود را دلیل رد این ادعا میدانند. نگریتوها در جزایر آندمان اقیانوس هند، شبه جزیره مالایا، فلیپین و جزیره فلورس زندگی می‌کنند.